# Titan (Six Flags Over Texas)
Titan in Six Flags Over Texas (Arlington, Texas, USA) ist eine Hyper-Stahlachterbahn vom Modell Mega Coaster des Herstellers Giovanola, die am 27. April 2001 eröffnet wurde. Titan ist fast baugleich mit Goliath in Six Flags Magic Mountain mit den Unterschieden, dass Titan ca. 4 m höher ist und eine 540°-Helix vor der ersten Bremse besitzt.

## Die Fahrt
Die Fahrt von Titan beginnt damit, dass der Zug einen 74,7 m hohen Lifthill hochgezogen wird. Es folgt eine 77,7 m hohe Abfahrt, die in einen 36,6 m langen Tunnel führt. Direkt nach dem Tunnel folgt eine große Karussell-Kurve. Nach der Kurve erleben die Fahrgäste auf einem großen Hügel Airtime. Anschließend fährt der Zug eine 540°-Helix hinauf, die in die Bremse auf etwa Hälfte der Strecke führt. Als nächste bewegt sich der Zug in eine übergeneigte Kurve, gefolgt von der zweiten 540°-Helix. Hinterher folgt eine Rechts- und eine Linkskurve. Zum Schluss fährt der Zug in die Schlussbremse.

## Züge
Titan besitzt drei Züge mit jeweils fünf Wagen. In jedem Wagen können sechs Personen (drei Reihen) Platz nehmen.